# Сан Пјетро ди Стурла (Ђенова)
Сан Пјетро ди Стурла је насеље у Италији у округу Ђенова, региону Лигурија.
Према процени из 2011. у насељу је живело 251 становника. Насеље се налази на надморској висини од 47 м.